# Andrei Pranevitch
Andreï Pranevitch (en biélorusse : Андрэй Праневіч), né le 5 août 1983, est un escrimeur handisport biélorusse, champion paralympique en 2016 dans la catégorie B contre l'Irakien Amar Ali.

## Palmarès
- Jeux paralympiques
  -  Médaille d'or aux Jeux paralympiques de 2016 à Rio de Janeiro